# Günther Steeg
Günther Steeg (* 9. März 1930 in Oberdollendorf; † 29. August 2018 in Königswinter-Oberdollendorf) war ein deutscher Journalist mit jüdischen Wurzeln.

## Leben
Günther Steeg wurde in Oberdollendorf, heute Ortsteil von Königswinter, als Sohn von Friedrich Steeg und Martha Levy geboren. Die Großeltern mütterlicherseits, Bernhard und Karoline, waren Angehörige der jüdischen Glaubensgemeinschaft und betrieben eine Metzgerei in Oberdollendorf. Ihre Tochter Martha ließ sich bei der Heirat 1926 katholisch taufen.
Steeg wurde 1936 eingeschult. Seine Schulausbildung war wegen der jüdischen Herkunft seiner Mutter durch Verweise vom Bonner Beethoven-Gymnasium 1941 und von der Mittelschule in Königswinter 1944 gekennzeichnet. Diese Maßnahmen gehörten zur Bildungsbeschränkung für sogenannte jüdische Mischlinge.
Während der Großvater Bernhard Levy bereits 1937 verstorben war, wurde die Großmutter Karoline Levy 1942 nach Theresienstadt deportiert und dort ermordet. An sie erinnert vor dem Wohnhaus der Levys in Oberdollendorf ein Stolperstein.
Da Friedrich Steeg sich nicht von seiner jüdischen Ehefrau scheiden ließ, lebte diese in einer „privilegierten Ehe“ und war vor der Deportation geschützt. Martha Steeg und ihr Sohn Günther wurden trotz einer Warnung durch einen Polizeibeamten von der Gestapo am 11. September 1944 verhaftet und für den Zwangsarbeitseinsatz zunächst in ein Sammellager nach Köln-Müngersdorf transportiert. Die Mutter wurde Ende September 1944 mit anderen Häftlingen per Lastwagen nach Kassel verfrachtet, wo sie in den dortigen Henschel-Werken arbeiten musste. Weil ihr Sohn noch nicht 16 Jahre alt war und für die Arbeit deshalb zu jung, wurde er nach Hause zu seiner Großmutter väterlicherseits geschickt.
Es gelang seinem Vater, die Mutter aus dem Arbeitslager in Hessisch Lichtenau bei Kassel herauszuholen und in Niederdollendorf zu ihrer Freundin Wilma Groyen zu bringen. Sie versteckte Martha und Günther Steeg, bis sie am 18. März 1945 durch amerikanische Soldaten befreit wurden. Wilma Groyen wurde posthum 2008 von der israelischen Gedenkstätte Yad Vashem als Gerechte unter den Völkern geehrt.
Nach dem Krieg hat Steeg die Schule abgeschlossen und begann danach bei den Didier-Werken, bei denen schon sein Vater tätig war, als Lohnbuchhalter und blieb dort bis zu seiner Pensionierung im Jahre 1989.
Günther Steeg wurde in Oberdollendorf auf dem Alten Friedhof beigesetzt.

## Tätigkeit als Journalist
Neben dieser beruflichen Tätigkeit hat Steeg von 1949 bis 1989 als freier Berichterstatter (Text- und Bildjournalist) für viele Zeitungen und für den Rundfunk gearbeitet, nach seinem Übergang in den Ruhestand ab 1989 dann hauptberuflich und weiter zunehmend auch überregional. 
Er begann mit seiner Tätigkeit als Berichterstatter 1949, nachdem ihn der Verleger der Oberkasseler/Dollendorfer Zeitung Johannes Düppen aus Oberkassel gebeten hatte, für seine Zeitung zunächst als Aushilfe einzuspringen. Steegs Tätigkeit dort dauerte bis zur kommunalen Neuordnung 1969. 
Weitere Stationen seiner journalistischen Tätigkeit: in den 1950/1960er Jahren berichtete er für die „Katholische Kirchenzeitung“, aber auch für den Westdeutschen Rundfunk (WDR Köln) mit den beiden Sendungen „Zwischen Rhein und Weser“ und „Nachrichten aus NRW“. Ab 1971 war er auch Reporter für die Bonner Rundschau bis Dezember 1997. 
Im September 1964 begann er dann bei der „Siebengebirgs-Zeitung“ (Echo des Siebengebirges) mit der ersten Ausgabe. Dort arbeitete er mit regelmäßigen Berichten und vielen Fotos über die Ereignisse in der Stadt Königswinter bis zur letzten Zeitungsausgabe im Dezember 2004. 
Die Arbeiten von Steeg als Journalist waren keineswegs auf seine Region begrenzt, sondern er versorgte mit seinen Text- und Bildberichten auch überregionale Presseorgane sowie den überregional ausstrahlenden Rundfunk. Für sein jahrzehntelanges rastloses journalistisches Wirken wurde ihm am 12. August 1991 das Bundesverdienstkreuz verliehen.

## Zeitzeuge zur jüdischen Geschichte
Martha und Günter Steeg gehörten zu den Personen, die die nationalsozialistische Judenverfolgung in Deutschland überlebten und damit zu den wichtigen Zeitzeugen der jüdischen Geschichte im Raum Königswinter. Beide standen für die historische Studie über die Geschichte der Juden in Königswinter des Historikers Manfred van Rey und für den daraus entstandenen Dokumentarfilm von Ralph Giordano zur Verfügung, Günther Steeg später auch für die Studie über den Nationalsozialismus im Siebengebirge.

## Mitgliedschaften (Auswahl)
Steeg war in mehreren Vereinen langjährig wirksam:
- 1950 war er Mitgründer der Karnevalsgesellschaft Küzengarde Oberdollendorf, war dort bis 1991 Schriftführer und Mitglied des Elferrates. Seit 1991 war er Senator. Ende der 1970er Jahre erhielt er den Dankorden des Festausschusses Siebengebirge. Er wurde zum Ehrenmitglied des Vereins ernannt und erhielt 2016 – 86-jährig – den Verdienstorden des BdK in Gold mit Brillanten.
- 1962 war er Mitgründer des Heimatvereins Oberdollendorf und Römlinghoven und bis 1982 hier auch Schriftführer. Aufgrund seiner Verdienste erhielt er 1979 den Orden ”Wider den quälenden Durst” (heute: Ritter vom Siebengebirge) und 1997, zum 25-jährigen Jubiläum der Longenburgschule Niederdollendorf, die Urkunde „Eme dobei!“ (Immer dabei!).

## Auszeichnungen
- 1979 Ritter vom Siebengebirge (vormals: Wider den quälenden Durst)
- 1991 Bundesverdienstkreuz
- 1997 Ehrenring der Stadt Königswinter

## Schriften
- Odyssee von Mitteldeutschland zur Longenburg – Die Verfolgung in der NS-Zeit und die Rettung durch die US-Amerikaner. In: Erinnerungen an eine verworrene Zeit – Nieder- und Oberdollendorfer Bürger blicken zurück auf die Kriegs- und Nachkriegsjahre. Band 1, herausgegeben vom Heimatverein Oberdollendorf und Römlinghoven e. V., Königswinter 1996.